# 北極振動

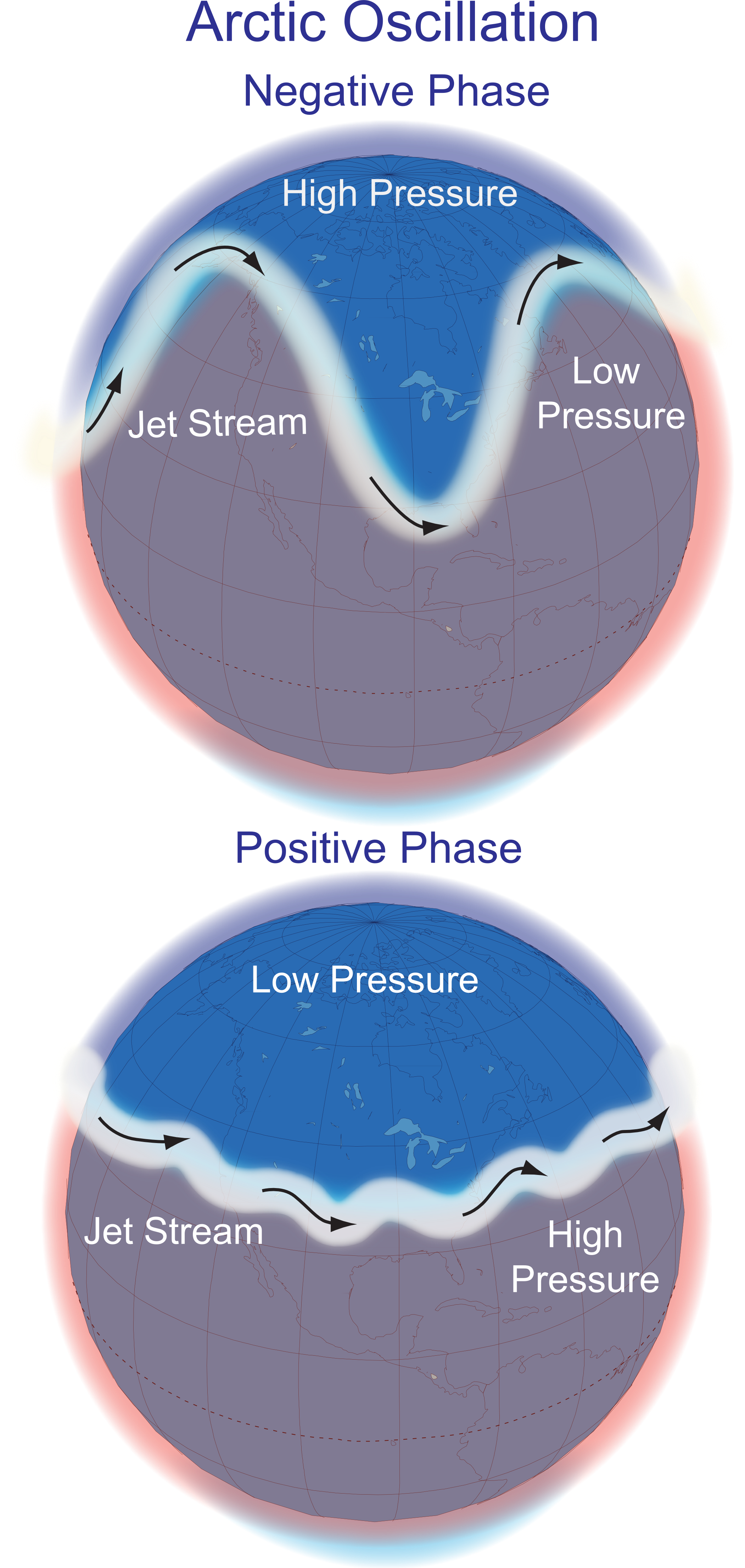
北極振動の模式図。北極振動指数が負の時（上）はジェット気流が大きく蛇行し、中緯度では東西に暖気と寒気が交互に並ぶ。正の時（下）はジェット気流は帯状に流れる。(NOAA)

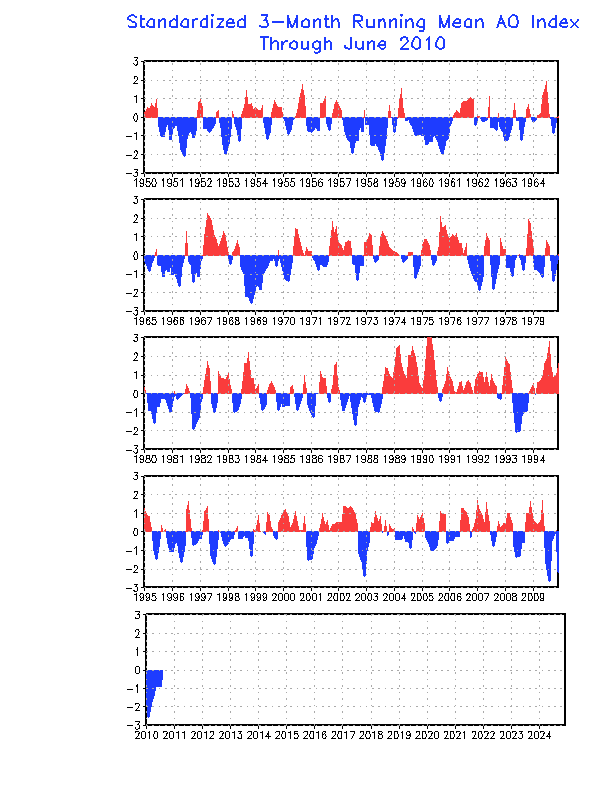
1950年～2009年の北極振動指数の推移(CPC, NOAA)

北極振動（ほっきょくしんどう、英語：Arctic Oscillation：AO）とは、北極と北半球中緯度地域の気圧が相反して変動する現象のことである。テレコネクション（大気振動）の一種で、気温や上空のジェット気流流路等にも変化をもたらす。冬季にこの振動の幅が大きくなると、北半球の高緯度・中緯度地域で寒波やそれに伴う大雪、異常高温が起きる。

## 北極振動とは
1998年にデヴィッド・トンプソン（David W. J. Thompson）とジョン・ウォーレスによって提唱された。彼らは北半球の海面気圧の月平均の平年からの偏差を主成分分析して、第1主成分(EOF-1)としてこのような変動が取り出されることを提唱した。この変動は冬季に顕著に現れ、日本など中緯度の気候と強く関連するため、赤道側のエルニーニョ現象と並び近年注目されている。南半球においても南極と南半球中緯度の気圧が逆の傾向で変動する現象が見つかっている（南極振動（AAO））。
北極の気圧が平年よりも高いときには中緯度の気圧は平年よりも低くなる。主成分分析の結果得られるこの偏差の程度を表す値を北極振動指数（AO指数、AOインデックス）という。北極振動指数は正負の値により表される。正（+）の時は北極と北半球中緯度の気圧差が大きいことを示し、"warm phase"と呼ばれているように中・高緯度では寒気の流れ込みが弱まって温暖になることが多い。一方負（-）の時は北極と北半球中緯度の気圧差が小さいことを示し、"cool phase"と呼ばれているように寒気の流れ込みが強まって寒冷になることが多い。
北極振動指数が正（+）のとき
- 北極の地上気圧が平年より低い
- 北半球中緯度の地上気圧が平年より高い
- 北極上空成層圏下部の気温が低い
- 北極上空成層圏下部の極渦が強い

北極振動指数が負（-）のとき
- 北極の地上気圧が平年より高い
- 北半球中緯度の地上気圧が平年より低い
- 北極上空成層圏下部の気温が高い
- 北極上空成層圏下部の極渦が弱い

変動は複雑で、数週間程度から数十年程度までのさまざまな周期を持つ変動が重なっていると考えられている。1970年以降のデータでは特に6〜15年程度の周期の変動が顕著で、準十年周期振動(quasi-decadal oscillation, QDO)と呼ばれている。北極振動発見以前から知られている北大西洋振動（NAO）と北極振動の指数の符号は良く一致しているため、同一の現象（AO/NAO）として扱う場合もある。また、環状構造に注目して北半球環状モード（Northern Annular Mode, NAM）と呼ばれることもある。なおこの現象は地上付近だけでなく、成層圏にまで及ぶ大規模な現象である。

## 北極振動の発生とその影響
北極振動指数が正の時は北極と中緯度の気圧差が大きくなり、その結果極を取り巻く寒帯ジェット気流（極渦）が強くなる。この結果、極からの寒気の南下が抑えられユーラシア大陸北部、アメリカ大陸北部を中心に平年より気温が高くなる傾向があり日本でも暖冬となる。逆に北極振動指数が負の時はジェット気流が弱くなるため極からの寒気の南下が活発となり、平年より気温が低めとなる。
特に北極振動指数が負を示した2006年冬（前年2005年12月〜同年2月）は日本でも寒冬となり、日本海側に記録的豪雪をもたらした平成18年豪雪の原因になったとされている。このように北極振動は北半球の冬季の気候に大きな影響を持っていると考えられている。また冬の気温の変化によって海氷や積雪の量が変化することにより中緯度の夏季の低気圧や高気圧の消長に影響し、夏季の気候にも影響を与えていることも指摘されている。日本付近では前の冬に北極振動指数が正であるとオホーツク海高気圧の勢力が増し、冷夏になるとされている。
北極振動による天候の変化は、アラスカ、カナダ、アメリカ本土中部・北部、ヨーロッパ、ロシア、アリューシャン列島付近に大きな影響力をもっており、特にイギリスや北欧諸国では非常に相関性が高い。日本を含めた東アジア北部にも影響は及んでいるが、影響範囲の辺縁に当たるため、エルニーニョなどの影響力が強く、結果的に現れる天候は複雑なパターンとなる。2005年12月の日本の寒冬に関しても、北極振動の値自体はそれほど大きくないため、他の要因によるところが大きいとされている。
2009年から2010年にかけての冬は、南東部を除くヨーロッパの広範囲やユーラシア中央部、南部を中心としたアメリカで低温、カナダ東部で高温となった。ワシントンD.C.で2月中旬に110年ぶりの大雪、フロリダ州でも氷点下を記録する異常低温となったほか、イギリスでも30年ぶりの低温や大雪となった。この主原因は、北極振動が近年稀にみる負の変動に振れたことと考えられている。1980年以降では最も強い負の北極振動が発生した影響で、北半球高緯度の各地に寒波や大雪がもたらされた。この影響は日本にも及んだが、シベリア高気圧の張り出しが弱かったこと、エルニーニョ現象の影響で全般的に高温となったことから、寒波は一時的なものであった。この振動の原因としては、秋にカナダで発生した成層圏突然昇温(SSW)などがきっかけとなった可能性が指摘されている。。
2012-2013年の冬は、日本で暖冬になりやすいとされるエルニーニョ現象が起こっていたにも拘らず、寒冬になった。これも北極振動が負にはたらいていたことが、ひとつの要因とみられている。

## 北極振動の原因
北極振動より以前から知られている南方振動(SO)が海面水温の変動であるエルニーニョ現象と強く関連しているのに対して、北極振動への海面水温の影響は今のところはっきりしていない。しかし大気内部の現象は通常、数ヶ月程度しか続かないため準十年振動のような長期の変動は大気内部だけの現象とは考えにくく海洋の影響はあるものと考えられている。北極振動が始まる原因は現時点でははっきりしておらず、北極振動自体も一つの物理的現象なのか、NAOや太平洋・北米パターン（PNA）など複数の振動が重なりあって統計的に取り出された見かけ上のものなのかについても研究途上である。
北極振動が変化する要因の1つとして太陽活動との関連が知られる。また、太陽活動は成層圏準2年周期振動（QBO：quasi-biennial oscillation）との関連も指摘されている。これら太陽活動と気候変動の関係を調べる研究は徐々に認知されてきており、北極振動における励起因子の解明の鍵となる可能性もある。
1980年ごろから北極振動指数は正の値を示すことが多くなっているが、これについては地球温暖化との関連が考えられている。特に、北半球の気温の長期変化傾向は、正の北極振動の時の気温パターンとほぼ一致するため、近年の北半球の気温上昇の大部分が北極振動のパターン変化の影響を受けているのではないかとみられている。